# Municipio de Park (Dakota del Sur)
El municipio de Park (en inglés: Park Township) es un municipio ubicado en el condado de Hand en el estado estadounidense de Dakota del Sur. En el año 2010 tenía una población de 30 habitantes y una densidad poblacional de 0,32 personas por km².

## Geografía
El municipio de Park se encuentra ubicado en las coordenadas 44°51′35″N 98°59′54″O / 44.85972, -98.99833. Según la Oficina del Censo de los Estados Unidos, el municipio tiene una superficie total de 93.73 km², de la cual 93,38 km² corresponden a tierra firme y (0,38 %) 0,35 km² es agua.

## Demografía
Según el censo de 2010, había 30 personas residiendo en el municipio de Park. La densidad de población era de 0,32 hab./km². De los 30 habitantes, el municipio de Park estaba compuesto por el 100 % blancos. Del total de la población el 0 % eran hispanos o latinos de cualquier raza.